# Medranda (kommunhuvudort)
Medranda är en kommunhuvudort i Spanien.   Den ligger i provinsen Provincia de Guadalajara och regionen Kastilien-La Mancha, i den centrala delen av landet, 90 km nordost om huvudstaden Madrid. Medranda ligger 814 meter över havet och antalet invånare är 105.
Terrängen runt Medranda är platt åt nordväst, men åt sydost är den kuperad. Medranda ligger nere i en dal. Runt Medranda är det glesbefolkat, med 8 invånare per kvadratkilometer. Närmaste större samhälle är Jadraque, 6,6 km söder om Medranda. Trakten runt Medranda består till största delen av jordbruksmark.